# Phyllachora sacchari-spontanei
Phyllachora sacchari-spontanei är en svampart som beskrevs av Syd. & P. Syd. 1913. Phyllachora sacchari-spontanei ingår i släktet Phyllachora och familjen Phyllachoraceae.   Inga underarter finns listade i Catalogue of Life.